# ميسيل ديميتروف
ميسيل ديميتروف (بالبلغارية: Ангел Димитров)‏ هو سياسي بلغاري، ولد في 1927 في بلغاريا، وتوفي في 8 أكتوبر 2005 في نفس البلد. حزبياً، نشط في Bulgarian Agrarian National Union ‏. وقد انتخب عضو الجمعية الوطنية البلغارية ‏.